# Element (Schriftart)

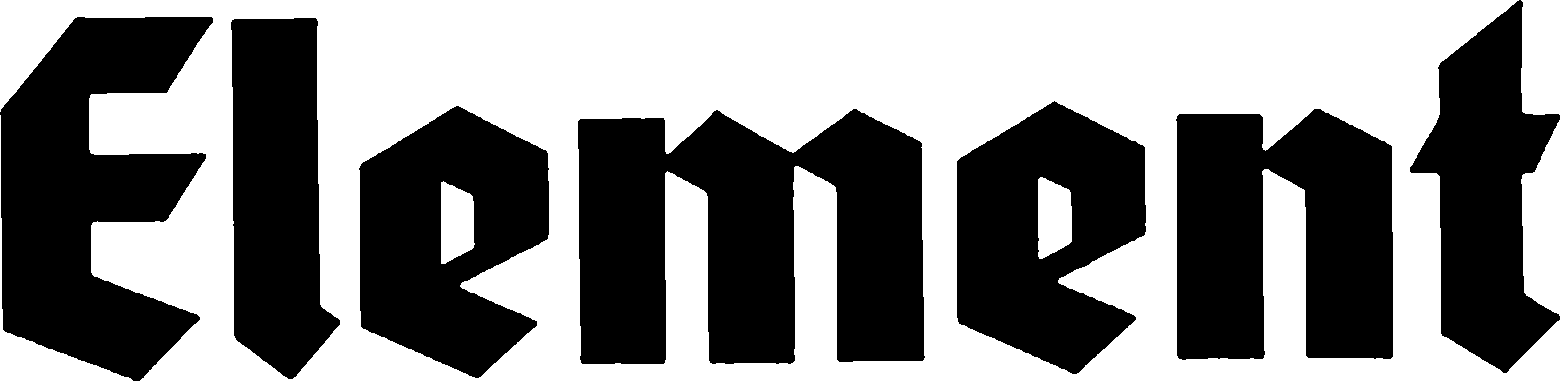
Schriftmuster: Element fett

Element ist eine Gebrochene-Grotesk-Schriftart, die 1933 von Max Bittrof im Gefolge der Tannenberg für die Bauersche Gießerei entwickelt wurde. Sie wird in ihrem Erscheinungsbild durch „robuste Rundungen und dynamische Strichstärkenunterschiede“ (Zitat: Andreas Koop) gekennzeichnet. Anlehnungen an die Formensprache des Jugendstils sind nicht zu verkennen. Sie eignet sich in erster Linie als Plakatschrift.

## Schnitte
Von der Element wurden in den Jahren 1933/1934 vier verschiedenen Schnitte herausgebracht: normal (1934), halbfett (1934), fett (1933), schmalfett (1934).

## Weblink
- Andreas Koop: Tannenberg exTra Tempore (PDF; 1,1 MB) In: NOVUM, August 2009